# Роги-Ілецький
Роги-Ілецький (біл. Рагі-Ілецкі) — селище в Марковицькій сільській раді Гомельського району Гомельської області Республіки Білорусь.

## Географія

### Розташування
За 4 км від залізничної станції Диколовка (на лінії Гомель — Чернігів), 36 км на південний схід від Гомеля.

## Гідрографія
На річці Терюха (притока річки Сож).

## Транспортна мережа
Транспортні зв'язки автомобільною дорогою Будище — Гомель. Планування складається з прямолінійної вулиці, яка орієнтована з південного сходу на північний захід (вздовж автодороги). Забудована двосторонньо дерев'яними будинками садибного типу.

## Історія

### Російська імперія
Засноване на початку XX століття переселенцями із сусідніх сіл, переважно із села Роги.

### СРСР

#### Радянська доба
З 8 грудня 1926 року по 4 серпня 1927 року центр Потеки-Ілецької сільради Носовицької, з 4 серпня 1927 року Терехівського районів Гомельського округу. У 1930 році організований колгосп «На страже», працювали 2 вітряки, кінна зернодробарка, кузня. 

#### Німецько-радянська війна
Під час німецько-радянської війни на фронтах та у партизанській боротьбі загинули 38 жителів.

#### Повоєнні роки
У 1959 році у складі колгоспу «Красный Стяг» (центр — село Марковичі). Був дитячий садок. У 1968 році в центрі села встановлено обеліск на згадку про партизанів часів німецько-радянської війни.

## Населення

### Чисельність
- 2004 — 23 господарства, 31 мешканець.